# Dobje pri Lesičnem
Dobje pri Lesičnem je naselje u slovenskoj Općini Šentjuru. Dobje pri Lesičnem se nalazi u pokrajini Štajerskoj i statističkoj regiji Savinjskoj. 

## Stanovništvo
Prema popisu stanovništva iz 2002. godine naselje je imalo 95 stanovnika.